# Szentföld

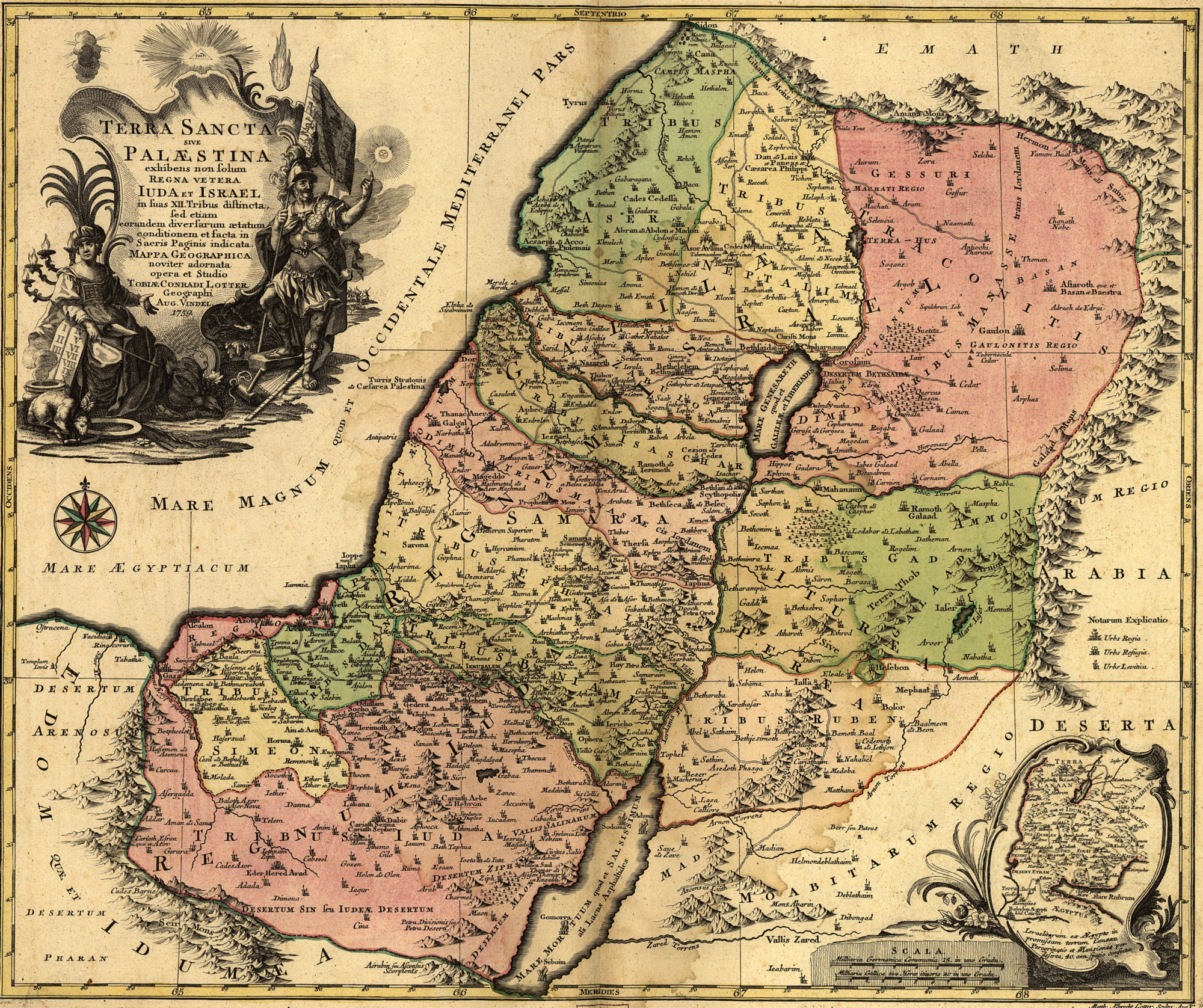
A Szentföld és Palesztina térképe 1759 (Kongresszusi Könyvtár Földrajz és térkép osztály Washington)

A Szentföld (latinul: Terra Sancta, héberül: ארץ הקודש) kifejezés a Közel-Kelet azon régiójára utal, amelynek igen komoly vallási jelentősége van az ábrahámi vallásokban, azaz a keresztény és a zsidó vallásban, az iszlámban és a bahái hitben. A mai határokat figyelembe véve a Szentföld a mai Izrael teljes területét foglalná magába, valamint Jordánia és Libanon egyes részeit. A Szentföld legfontosabb része a „Szent város”, Jeruzsálem, mely mind a zsidó vallás, mind a kereszténység legszentebb helye, valamint az iszlám harmadik legszentebb városa (Mekka és Medina után). A Szentföld vallási jelentősége volt a keresztes háborúk mozgatórugója is; a terület már a biblikus idők óta fontos zarándokhely.

## A judaizmusban
Az Ószövetség nem utal úgy Izrael földjére, mint a Szentföldre, csak mint a földre, mely az izraelitáknak adatott az Úr által, ezt szokás az Ígéret földjének nevezni. Az Ószövetségben csupán elvétve találkozni a Szentföld, azonban annál gyakrabban a Szentvárosok kifejezéssel, mely Izrael ősi városait jelöli, név szerint Jeruzsálem, Hebron, Tzfat és Tiberias. Ezen városok a judaizmus legszentebb helyei, azonban még e négy város között is kiemelkedő spirituális fontossága volt Jeruzsálemnek, ahol a Biblia szerint Dávid király felépítette az Úrnak templomát.
A héber Bibliában Jeruzsálemre, valamint az azt övező területekre isteni ajándékként utalnak, melyek az Isten és a kiválasztott nép között köttetett frigy ékes bizonyítéka. A zsidóság tanulmányozta és megszemélyesítette Dávid királynak azon küzdelmét, mely során megszerezte Jeruzsálemet, valamint az óhaját, hogy ott az Úr tiszteletére templomot emeljen, ezt taglalja Sámuel könyve valamint a Zsoltárok könyve. Jeruzsálem számos zsidó imában feltűnik.

## A keresztény hitben
A keresztény hitvilágban a Szentföld fogalma az Ószövetségben gyökeredzik; a Teremtés könyvében Ábrahámnak megígértetett földet takarja. Az Újtestamentum, mint Izrael földje említi, ezt példázza Máté II. 19.–22.: „Mikor pedig Heródes meghalt, ímé az Úrnak angyala megjelenék álomban Józsefnek Égyiptomban. Mondván: Kelj fel, vedd a gyermeket és annak anyját, és eredj az Izráel földére; mert meghaltak, a kik a gyermeket halálra keresik vala. Ő pedig felkelvén, magához vevé a gyermeket és annak anyját, és elméne Izráel földére.”
A Szentföld vallási jelentőségét tovább növelte az, hogy Jézus Krisztus e területen született, tevékenykedett prófétaként, itt feszíttetett meg, valamint e földön támadott fel. A keresztény hitben a Szentföld szentségét abból nyeri, hogy ez az a föld, ami Jézus Krisztushoz köthető, ettől válik a keresztény vallás legszentebb helyévé. A keresztény hitben is kiemelkedő fontosságú szerepet kap Jeruzsálem, a szent város, ami annak tudható, hogy a Biblia szerint Jeruzsálemben Jézus Krisztus több prédikációt tartott, itt ment végbe az Utolsó vacsora, valamint a Jeruzsálemhez közeli Golgota hegyén feszítettet meg Jézus Krisztus.
Vallási jelentőségét bizonyítja, hogy a Szentföld birtoklásáért indultak a Keresztes hadjáratok, valamint Jeruzsálem 1099-es elestét követően szerte Európából özönlöttek a zarándokok a Szentföldre. Az egyik legismertebb lovagrend, a Templomos rend megalapításában is komoly szerepe volt a Szentföldnek, hiszen a templomos lovagok a Szentföld, valamint a Szentföldre zarándoklók védelmére esküdtek fel.

## Az iszlámban
Az iszlám szentséges helynek tekinti a Sínai-hegyet, az iszlám kezdeti időszakában az imairány Jeruzsálem volt, majd Allah parancsára (Korán 2:149 és 2:150) a muszlimok az iszlám szerinti legrégebbi imaház, a mekkai Kába szentély felé fordultak.

## A bahái hitben
A bahái közösség szent helynek tekinti a haifai Kármel-hegyet és Akko környékét, mert a vallás alapítója, Baháalláh száműzetésének végső állomása az akkoi börtön, illetve a környéke lett 1868-tól elhunytáig, 1892-ig. Írásaiban a Kármel-hegyet jelölte ki a vallás központjának.
A Bahái Világközpont szerves részét képzi Bahái, más néven Perzsa Kert, mely ma a Közel-Kelet egyik leglátogatottabb és leggondozottabb botanikus kertje. A legfontosabb zarándokhelyek Akkoban Baháalláh sírszentélye, valamint Haifában a hit előhírnöke, a Báb sírszentélye.